# Philadelphia, Baltimore and Washington Railroad
Le Philadelphia, Baltimore and Washington Railroad (PB&W) était un chemin de fer américain de classe I qui opéra au XXe siècle dans les États de Pennsylvanie, Delaware, Maryland, et Washington. Sa ligne principale, longue de 211 km, reliait Philadelphie (Pennsylvanie) à Washington. Cette ligne fait désormais partie du Northeast Corridor de l'Amtrak.

## Les origines
Le Pennsylvania Railroad (PRR), qui contrôlait le Philadelphia, Wilmington and Baltimore Railroad ainsi que le Baltimore and Potomac Railroad, décida de fusionner ces deux compagnies en 1902 pour constituer le Philadelphia, Baltimore and Washington Railroad. En 1907, cette compagnie devint le copropriétaire de la nouvelle Washington Terminal Company qui exploitait la gare de Washington Union Station.

## Les acquisitions
Le PB&W racheta les compagnies suivantes :
- 1906 : le South Chester Railroad
- 1913 : le Baltimore and Sparrow's Point Railroad
- 1916 : le Philadelphia and Baltimore Central Railroad, le Columbia and Port Deposit Railway, et l'Elkton and Middletown Railroad.

En 1916, la longueur totale du réseau était de 1 154 km, dont 14,5 km de droits de circulation

## Les améliorations
En 1928, le PRR lança un programme d'électrification de la ligne principale entre New York et Washington en utilisant des caténaires. L'électrification de la portion du PB&W fut achevée en 1935.

## La dissolution
Le Pennsylvania Railroad fusionna avec le New York Central Railroad en 1968 pour donner le Penn Central. Le PB&W fut alors contrôlé par cette nouvelle compagnie. Le Penn Central se déclara en banqueroute en 1970, mais continua ses opérations jusqu'en 1976, date à laquelle ses capitaux furent vendus conformément à la loi Railroad Revitalization and Regulatory Reform Act. Sous cette loi, le Congrès autorisa la vente des droits de circulation du PB&W entre Philadelphie et Washington, ainsi que des biens apparentés (comme la Washington Terminal Company), à l'Amtrak. D'autres possessions du PB&W furent vendues au nouveau Consolidated Rail Corporation (Conrail),.